# Condado de Słubice
Condado de Słubice (polaco: powiat słubicki) é um powiat (condado) da Polónia, na voivodia da Lubúsquia. A sede do condado é a cidade de Słubice. Estende-se por uma área de 999,77 km², com 48 935 habitantes, segundo o censo de 2007, com uma densidade de 46,95 hab/km².

## Divisões admistrativas
O condado possui:
Comunas urbana-rurais: Cybinka, Ośno Lubuskie, Rzepin, Słubice
Comunas rurais: Górzyca
Cidades: Cybinka, Ośno Lubuskie, Rzepin, Słubice

## Demografia
População (dados de 30 de Junho de 2005):
|          | Total   | Total | Mulheres | Mulheres | Homens  | Homens |
| -------- | ------- | ----- | -------- | -------- | ------- | ------ |
|          | pessoas | %     | pessoas  | %        | pessoas | %      |
| Total    | 46 935  | 100   | 23 938   | 51       | 22 997  | 49     |
| Cidades  | 30 214  | 100   | 15 699   | 52       | 14 515  | 48     |
| Povoados | 16 721  | 100   | 8239     | 49,3     | 8482    | 50,7   |